# Crematogaster resulcata
Crematogaster resulcata är en myrart som beskrevs av Bolton 1995. Crematogaster resulcata ingår i släktet Crematogaster och familjen myror. Inga underarter finns listade i Catalogue of Life.